# 印第安納海灘 (印第安納州)
印第安納海灘（英語：Indiana Beach）是位於美國印第安納州懷特縣的一個非建制地區。該地的面積和人口皆未知。

## 地理
印第安納海灘所處的海拔為高於海平面197米（即646英呎），而該地所採用的時區為UTC-5，即北美東部時區（EST）。同時該地設有夏令時間，為UTC-5調快一小時，即UTC-4（EDT）。